# Angol labdarúgó-ligakupa
A Football League Cup (általánosabb nevén League Cup) vagy szponzori nevén Carabao Cup, magyarul Angol Ligakupa nevű angol labdarúgótornát 1960-ban alapították.
Csakúgy, mint az FA-kupa, a Ligakupa is kieséses körökből áll. Az FA-kupával ellentétben viszont itt 731 csapat helyett csak 92 szerepelhet, valamint az elődöntők eredményei két mérkőzésen dőlnek el. A kupa győztese az Európa-ligára kvalifikálja magát, kivéve ha már kvalifikált európai kupára valamilyen más módon. (Ha a győztes bejutott a Bajnokok ligája döntőibe, akkor az Európa-liga indulást érő helyet a Premier League-ben a nem kvalifikációt érő helyek utáni legjobb csapat kapja meg.)
A kiírásban az angol labdarúgóliga legfelső négy csoportja, a Premier League, a Football League Championship, a Football League One és a Football League Two csapatai vesznek részt.

## Szponzor
1982 óta a sorozatot a fő támogatóról nevezik el:
- Milk Cup (1981–82-től 1985–86-ig), szponzorálta a Milk Marketing Board
- Littlewoods Challenge Cup (1986–87-től 1989–90-ig), szponzorálta a Littlewoods
- Rumbelows Cup (1990–91 és 1991–92), szponzorálta a Rumbelows
- Coca-Cola Cup (1992–93-tól 1997–98-ig), szponzorálta a Coca-Cola
- Worthington Cup (1998–99-től 2002–03-ig), szponzorálta a Worthington Draught bitter
- Carling Cup (2003–04-től 2011–12-ig), szponzorálta a Carling
- Capital One Cup (2011–12-től), szponzorálta a Capital One
- EFL Cup (2016–17), nincs fő szponzor, a névadó az English Football League
- Carabao Cup (2017–18-tól), szponzorálja a Carabao Daeng

## Győztesek
|   | Csapat                  | Győzelmek | Legutolsó győzelem | Ezüstérmek | Legutolsó ezüstérem |
| - | ----------------------- | --------- | ------------------ | ---------- | ------------------- |
| 1 | Liverpool               | 10        | 2024               | 4          | 2016                |
| 2 | Manchester City         | 8         | 2021               | 1          | 1974                |
| 3 | Manchester United       | 6         | 2023               | 4          | 2003                |
| 4 | Aston Villa             | 5         | 1996               | 4          | 1971                |
| 4 | Chelsea                 | 5         | 2015               | 4          | 2022                |
| 6 | Tottenham Hotspur       | 4         | 2008               | 4          | 2015                |
| 6 | Nottingham Forest       | 4         | 1990               | 2          | 1992                |
| 8 | Leicester City          | 3         | 2000               | 2          | 1999                |
| 9 | Arsenal                 | 2         | 1993               | 6          | 2018                |
| 9 | Norwich City            | 2         | 1985               | 2          | 1975                |
| 9 | Birmingham City         | 2         | 2011               | 0          | –                   |
| 9 | Wolverhampton Wanderers | 2         | 1980               | 0          | –                   |

### Csapatok egy győzelemmel
- Blackburn Rovers, Leeds United, Luton Town, Middlesbrough, Oxford United, Queens Park Rangers, Sheffield Wednesday, Stoke City, Swansea City, Swindon Town, West Bromwich Albion, Newcastle

Csak az Everton, a West Ham, a Bolton Wanderers és a Southampton jutott kétszer úgy a döntőbe, hogy nem sikerült elnyerniük a trófeát.

## Döntők

### 1961–1966 (kétmérkőzéses döntők)
| Év   | Hazai csapat                                      | Eredmény | Vendég csapat        | Helyszín           |
| ---- | ------------------------------------------------- | -------- | -------------------- | ------------------ |
| 1961 | Rotherham United                                  | 2–0      | Aston Villa          | Millmoor           |
| 1961 | Aston Villa                                       | 3–0*     | Rotherham United     | Villa Park         |
| 1961 | Aston Villa győzött 3–2-es összesítéssel          |          |                      |                    |
| 1962 | Rochdale                                          | 0–3      | Norwich City         | Spotland           |
| 1962 | Norwich City                                      | 1–0      | Rochdale             | Carrow Road        |
| 1962 | Norwich City győzött 4–0-s összesítéssel          |          |                      |                    |
| 1963 | Birmingham City                                   | 3–1      | Aston Villa          | St Andrews stadion |
| 1963 | Aston Villa                                       | 0–0      | Birmingham City      | Villa Park         |
| 1963 | Birmingham City győzött 3–1-es összesítéssel      |          |                      |                    |
| 1964 | Stoke City                                        | 1–1      | Leicester City       | Victoria Ground    |
| 1964 | Leicester City                                    | 3–2      | Stoke City           | Filbert Street     |
| 1964 | Leicester City győzött 4–3-as összesítéssel       |          |                      |                    |
| 1965 | Chelsea                                           | 3–2      | Leicester City       | Stamford Bridge    |
| 1965 | Leicester City                                    | 0–0      | Chelsea              | Filbert Street     |
| 1965 | Chelsea győzött 3–2-es összesítéssel              |          |                      |                    |
| 1966 | West Ham United                                   | 2–1      | West Bromwich Albion | Upton Park         |
| 1966 | West Bromwich Albion                              | 4–1      | West Ham United      | The Hawthorns      |
| 1966 | West Bromwich Albion győzött 5–3-as összesítéssel |          |                      |                    |

### 1967-től
| Év   | Győztes                 | Eredmény     | Ezüstérmes           | Helyszín                           |
| ---- | ----------------------- | ------------ | -------------------- | ---------------------------------- |
| 1967 | Queens Park Rangers     | 3–2          | West Bromwich Albion | Wembley Stadion                    |
| 1968 | Leeds United            | 1–0          | Arsenal              | Wembley Stadion                    |
| 1969 | Swindon Town            | 3–1*         | Arsenal              | Wembley Stadion                    |
| 1970 | Manchester City         | 2–1*         | West Bromwich Albion | Wembley Stadion                    |
| 1971 | Tottenham Hotspur       | 2–0          | Aston Villa          | Wembley Stadion                    |
| 1972 | Stoke City              | 2–1          | Chelsea              | Wembley Stadion                    |
| 1973 | Tottenham Hotspur       | 1–0          | Norwich City         | Wembley Stadion                    |
| 1974 | Wolverhampton Wanderers | 2–1          | Manchester City      | Wembley Stadion                    |
| 1975 | Aston Villa             | 1–0          | Norwich City         | Wembley Stadion                    |
| 1976 | Manchester City         | 2–1          | Newcastle United     | Wembley Stadion                    |
| 1977 | Aston Villa             | 0–0*         | Everton              | Wembley Stadion                    |
| 1977 | Aston Villa             | 1–1*         | Everton              | Hillsborough Stadium (újrajátszás) |
| 1977 | Aston Villa             | 3–2*         | Everton              | Old Trafford (újrajátszás)         |
| 1978 | Nottingham Forest       | 0–0*         | Liverpool            | Wembley Stadion                    |
| 1978 | Nottingham Forest       | 1–0          | Liverpool            | Old Trafford (újrajátszás)         |
| 1979 | Nottingham Forest       | 3–2          | Southampton          | Wembley Stadion                    |
| 1980 | Wolverhampton Wanderers | 1–0          | Nottingham Forest    | Wembley Stadion                    |
| 1981 | Liverpool               | 1–1*         | West Ham United      | Wembley Stadion                    |
| 1981 | Liverpool               | 2–1          | West Ham United      | Villa Park (újrajátszás)           |
| 1982 | Liverpool               | 3–1*         | Tottenham Hotspur    | Wembley Stadion                    |
| 1983 | Liverpool               | 2–1*         | Manchester United    | Wembley Stadion                    |
| 1984 | Liverpool               | 0–0*         | Everton              | Wembley Stadion                    |
| 1984 | Liverpool               | 1–0          | Everton              | Maine Road (újrajátszás)           |
| 1985 | Norwich City            | 1–0          | Sunderland           | Wembley Stadion                    |
| 1986 | Oxford United           | 3–0          | Queens Park Rangers  | Wembley Stadion                    |
| 1987 | Arsenal                 | 2–1          | Liverpool            | Wembley Stadion                    |
| 1988 | Luton Town              | 3–2          | Arsenal              | Wembley Stadion                    |
| 1989 | Nottingham Forest       | 3–1          | Luton Town           | Wembley Stadion                    |
| 1990 | Nottingham Forest       | 1–0          | Oldham Athletic      | Wembley Stadion                    |
| 1991 | Sheffield Wednesday     | 1–0          | Manchester United    | Wembley Stadion                    |
| 1992 | Manchester United       | 1–0          | Nottingham Forest    | Wembley Stadion                    |
| 1993 | Arsenal                 | 2–1          | Sheffield Wednesday  | Wembley Stadion                    |
| 1994 | Aston Villa             | 3–1          | Manchester United    | Wembley Stadion                    |
| 1995 | Liverpool               | 2–1          | Bolton Wanderers     | Wembley Stadion                    |
| 1996 | Aston Villa             | 3–0          | Leeds United         | Wembley Stadion                    |
| 1997 | Leicester City          | 1–1*         | Middlesbrough        | Wembley Stadion                    |
| 1997 | Leicester City          | 1–0*         | Middlesbrough        | Hillsborough Stadium (újrajátszás) |
| 1998 | Chelsea                 | 2–0*         | Middlesbrough        | Wembley Stadion                    |
| 1999 | Tottenham Hotspur       | 1–0          | Leicester City       | Wembley Stadion                    |
| 2000 | Leicester City          | 2–1          | Tranmere Rovers      | Wembley Stadion                    |
| 2001 | Liverpool               | 1–1* (5–4)   | Birmingham City      | Millennium Stadion                 |
| 2002 | Blackburn Rovers        | 2–1          | Tottenham Hotspur    | Millennium Stadion                 |
| 2003 | Liverpool               | 2–0          | Manchester United    | Millennium Stadion                 |
| 2004 | Middlesbrough           | 2–1          | Bolton Wanderers     | Millennium Stadion                 |
| 2005 | Chelsea                 | 3–2*         | Liverpool            | Millennium Stadion                 |
| 2006 | Manchester United       | 4–0          | Wigan Athletic       | Millennium Stadion                 |
| 2007 | Chelsea                 | 2–1          | Arsenal              | Millennium Stadion                 |
| 2008 | Tottenham Hotspur       | 2–1*         | Chelsea              | Wembley Stadion                    |
| 2009 | Manchester United       | 4–1*         | Tottenham Hotspur    | Wembley Stadion                    |
| 2010 | Manchester United       | 2–1          | Aston Villa          | Wembley Stadion                    |
| 2011 | Birmingham City         | 2–1          | Arsenal              | Wembley Stadion                    |
| 2012 | Liverpool               | 2–2* (3–2)   | Cardiff City         | Wembley Stadion                    |
| 2013 | Swansea                 | 5–0          | Bradford             | Wembley Stadion                    |
| 2014 | Manchester City         | 3–1          | Sunderland           | Wembley Stadion                    |
| 2015 | Chelsea                 | 2–0          | Tottenham Hotspur    | Wembley Stadion                    |
| 2016 | Manchester City         | 1–1* (3–1)   | Liverpool            | Wembley Stadion                    |
| 2017 | Manchester United       | 3–2          | Southampton          | Wembley Stadion                    |
| 2018 | Manchester City         | 3–0          | Arsenal              | Wembley Stadion                    |
| 2019 | Manchester City         | 0–0* (4–3)   | Chelsea              | Wembley Stadion                    |
| 2020 | Manchester City         | 2–1          | Aston Villa          | Wembley Stadion                    |
| 2021 | Manchester City         | 1-0          | Tottenham Hotspur    | Wembley Stadion                    |
| 2022 | Liverpool               | 0–0* (11–10) | Chelsea              | Wembley Stadion                    |
| 2023 | Manchester United       | 2–0          | Newcastle United     | Wembley Stadion                    |
| 2024 | Liverpool               | 1–0 (h.u)    | Chelsea              | Wembley Stadion                    |
| 2025 | Newcastle United        | 2–1          | Liverpool            | Wembley Stadion                    |

Megjegyzés: a *-gal jelölt mérkőzések hosszabbítás, vagy büntetőrúgások után dőltek el.